# Ghenadie Dudoglu
Ghenadie Dudoglu (27 de junio de 1986) es un deportista moldavo que compitió en halterofilia. Ganó una medalla de bronce en el Campeonato Europeo de Halterofilia de 2013, en la categoría de 62 kg.

## Palmarés internacional
| Campeonato Europeo | Campeonato Europeo | Campeonato Europeo | Campeonato Europeo |
| Año                | Lugar              | Medalla            | Categoría          |
| ------------------ | ------------------ | ------------------ | ------------------ |
| 2013               | Tirana (Albania)   | Medalla de bronce  | 62 kg              |